# O’Neill Point
Der O’Neill Point (in Chile Punta Ladislao, in Argentinien Punta Independencia) ist eine Landspitze am nördlichen Ende der Lautaro-Insel in der Gerlache-Straße vor der Danco-Küste des Grahamlands auf der Antarktischen Halbinsel. Sie liegt 2,5 km westsüdwestlich der Lemaire-Insel.
Das UK Antarctic Place-Names Committee benannte die Landspitze 1977 nach Vincent Michael O’Neill, Funker und Mechaniker des Falkland Islands Dependencies Survey auf Danco Island (1957–1958) und auf Deception Island (1958–1959). Namensgeber der chilenischen Benennung ist Ladislao Gallego Trujillo, Heizer auf der Yelcho unter Kapitän Luis Pardo bei der Rettungsfahrt im August 1916 für die auf Elephant Island gestrandeten Teilnehmer der Endurance-Expedition (1914–1917) unter der Leitung des britischen Polarforschers Ernest Shackleton. In Argentinien ist die Landspitze dagegen in Erinnerung an den Tag der Unabhängigkeit des Landes von Spanien am 9. Juli 1816 benannt.